# Montpeyroux (Dordogna)
Montpeyroux è un comune francese di 438 abitanti situato nel dipartimento della Dordogna nella regione della Nuova Aquitania.

## Società

### Evoluzione demografica
Abitanti censiti